# Episodi di Dixon of Dock Green (ottava stagione)
L'ottava stagione della serie televisiva Dixon of Dock Green è andata in onda nel Regno Unito dal 9 settembre 1961 al 3 marzo 1962 su BBC One.
| nº | Titolo originale             | Prima TV UK       |
| -- | ---------------------------- | ----------------- |
| 1  | A Little Touch of Ginger     | 9 settembre 1961  |
| 2  | The Tommy Fuller Story       | 16 settembre 1961 |
| 3  | A Quiet, Ordinary Woman      | 23 settembre 1961 |
| 4  | George Takes a Bowler        | 30 settembre 1961 |
| 5  | The Loose Load               | 7 ottobre 1961    |
| 6  | The Biggest Thief in Town    | 14 ottobre 1961   |
| 7  | Desperation                  | 21 ottobre 1961   |
| 8  | The Bent Twig                | 28 ottobre 1961   |
| 9  | The Case of the Silent Thief | 4 novembre 1961   |
| 10 | A Question of Temperament    | 11 novembre 1961  |
| 11 | A Tip for the CID            | 18 novembre 1961  |
| 12 | A Couple of Kids             | 25 novembre 1961  |
| 13 | The Husband                  | 2 dicembre 1961   |
| 14 | New Man in the Manor         | 9 dicembre 1961   |
| 15 | The Lifters and the Leaners  | 16 dicembre 1961  |
| 16 | A Date to Remember           | 23 dicembre 1961  |
| 17 | Duffy Draws a Bonus          | 30 dicembre 1961  |
| 18 | Counsel for the Defence      | 6 gennaio 1962    |
| 19 | The Battle of Bellamy Court  | 13 gennaio 1962   |
| 20 | A Path Through the Jungle    | 20 gennaio 1962   |
| 21 | An Escort for Harry          | 27 gennaio 1962   |
| 22 | The Flemish Giant            | 3 febbraio 1962   |
| 23 | A Special Kind of Jones      | 10 febbraio 1962  |
| 24 | The Cruel Streak             | 17 febbraio 1962  |
| 25 | The Outlaws                  | 24 febbraio 1962  |
| 26 | Bells in My Ears             | 3 marzo 1962      |

## A Little Touch of Ginger
- Prima televisiva: 9 settembre 1961

### Trama
- Interpreti: Geoffrey Adams (agente Lauderdale), Betty Aubrey (Mrs. Dunn), Michael Bird (sergente Wharton), Alanna Boyce (Linda Beckley), Peter Byrne (detective Sgt. Andy Crawford), Zinnia Charlton (Christine Cotton), Heather Chasen (Laura Beckley), Nicholas Donnelly (agente Wills), Arthur Goullet (Mr. Dobie), Robert Holford (Harry Beckley), Jeanette Hutchinson (Mary Crawford), Max Latimer (agente Bush), Gwen Lewis (Mrs. Finn), Michael Nightingale (detective Con. Jack Cotton), Jocelyn Rhodes (agente Kay Shaw), Arthur Rigby (sergente Flint), Jack Warner (agente George Dixon), David Webster (agente Jamie MacPherson), Lynn Williams (Linda Cotton), Donald Wilson (Ricky)

## The Tommy Fuller Story
- Prima televisiva: 16 settembre 1961

### Trama
- Interpreti: Geoffrey Adams (agente Lauderdale), Keith Arey (Mick Haynes), Margot Boyd (Mrs. Haynes), James Brady (Tommy Fuller), Peter Byrne (detective Sgt. Andy Crawford), Nicholas Donnelly (agente Wills), Heather Emmanuel (infermiera), Eynon Evans (Sooty Sutcliffe), Hilda Fenemore (Jennie Wren), David Franks (Fishy), Frank Hawkins (ispettore Benson), Jeanette Hutchinson (Mary Crawford), John Mitchell (Ginger), Michael Nightingale (detective Con. Jack Cotton), Joan Peart (Mrs. Fuller), Olaf Pooley (Mark Fuller), Jocelyn Rhodes (agente Kay Shaw), Arthur Rigby (sergente Flint), John Rutland (Mr. Haynes), Cara Stevens (Sister), Jack Warner (agente George Dixon), David Webster (agente Jamie MacPherson), Peter Wood (Peter)

## A Quiet, Ordinary Woman
- Prima televisiva: 23 settembre 1961

### Trama
- Interpreti: Geoffrey Adams (agente Lauderdale), Jamie Barnes (Peter Shaw), Renee Barr (Janet), Diana Barrington (Sylvie Dowson), Harry Basson (Staff Patrol), Ballard Berkeley (Victor Dowson), Patrick Blackwell (Ned Wilson), Peter Byrne (detective Sgt. Andy Crawford), Carol Cleveland (Sandra), Fred Ferris (detective Insp. Standish), Jeanette Hutchinson (Mary Crawford), Nancy Nevinson (Irene Dowson), Marjorie Rhodes (Mrs. Flint), Arthur Rigby (sergente Flint), Michael Rittermann (Alfredo Chiari), Renate Roman (cameriera), Jack Warner (agente George Dixon), David Webster (agente Jamie MacPherson), Meadows White (Fred Appleby)

## George Takes a Bowler
- Prima televisiva: 30 settembre 1961

### Trama
- Interpreti: Geoffrey Adams (agente Lauderdale), Peter Byrne (detective Sgt. Andy Crawford), Dennis Castle (Mr. Renfrew), Robert Cawdron (detective Insp. Cherry), John Clegg (detective Con. Greaves), Hilda Fenemore (Jennie Wren), Mary Hignett (Ada Green), Jeanette Hutchinson (Mary Crawford), Geoff L'Cise (Alf Watson), Robert Lang (Jacko), Richard Merson (Tucker), Michael Miller (Mike Gulliver), Michael Nightingale (detective Con. Jack Cotton), Maureen O'Reilly (Miss Gibson), Jocelyn Rhodes (agente Kay Shaw), Arthur Rigby (sergente Flint), Stuart Saunders (Mr. Miller), Michael Stainton (Hymie), Jack Warner (agente George Dixon), David Webster (agente Jamie MacPherson), Middleton Woods (Benny Judd), Nicholas Donnelly (agente Wills), Max Latimer (agente Bush)

## The Loose Load
- Prima televisiva: 7 ottobre 1961

### Trama
- Interpreti: Geoffrey Adams (agente Lauderdale), Peter Byrne (detective Sgt. Andy Crawford), Robert Cawdron (detective Insp. Cherry), Barbara Couper (Ma Gedge), Michael Earl (2nd Lorry Driver), Paul Elliott (Dave), Alex Farrell (soldato), Earl Green (1st Lorry Driver), Rowena Gregory (Yvonne Stokes), Jeanette Hutchinson (Mary Crawford), Charles Lamb (Fred), Robert Lankesheer (Mr. Bolton), Max Latimer (agente Bush), George Moon (Eddie Maclean), Michael Nightingale (detective Con. Jack Cotton), Katherine Parr (Mrs. Maclean), Roy Patrick (Silent Sam), Ron Pember (Milky White), Jocelyn Rhodes (agente Kay Shaw), Arthur Rigby (sergente Flint), Anthony Sagar (Pete Wallis), Jack Warner (agente George Dixon), David Webster (agente Jamie MacPherson)

## The Biggest Thief in Town
- Prima televisiva: 14 ottobre 1961

### Trama
- Interpreti: Geoffrey Adams (agente Lauderdale), Peter Byrne (detective Sgt. Andy Crawford), Leon Cortez (Oppy Harris), Hilda Fenemore (Jennie Wren), Jeanette Hutchinson (Mary Crawford), Max Latimer (agente Bush), Nora Nicholson (Emmy Harris), Michael Nightingale (detective Con. Jack Cotton), Jocelyn Rhodes (agente Kay Shaw), Arthur Rigby (sergente Flint), Jack Warner (agente George Dixon), Robert Webber (Mr. Fitch), David Webster (agente Jamie MacPherson)

## Desperation
- Prima televisiva: 21 ottobre 1961

### Trama
- Interpreti: Geoffrey Adams (agente Lauderdale), Dorothy Black (Mrs. Beck), Peter Byrne (detective Sgt. Andy Crawford), John Caesar (Club Steward), Leon Cortez (Oppy Harris), Jeanette Hutchinson (Mary Crawford), Ronald Mayer (Mr. Horton), Michael Nightingale (detective Con. Jack Cotton), Anthony Oliver (Stan Capon), Meg Wynn Owen (Winifred Paine), Jocelyn Rhodes (agente Kay Shaw), Arthur Rigby (sergente Flint), Mairhi Russell (Shirley Saunders), Lindsay Scott-Patton (Nick Saunders), Reginald Smith (cliente), Jack Warner (agente George Dixon), Eileen Way (Isa Capon), David Webster (agente Jamie MacPherson)

## The Bent Twig
- Prima televisiva: 28 ottobre 1961

### Trama
- Interpreti: Geoffrey Adams (agente Lauderdale), Bart Allison (agente Ansell), Robert Brown (Mr. Lee), Sheila Burrell (Mrs. Lee), Peter Byrne (detective Sgt. Andy Crawford), Leon Cortez (Oppy Harris), Shay Gorman (Pat Regan), Jeanette Hutchinson (Mary Crawford), Michael Nightingale (detective Con. Jack Cotton), John Norman (Terry Lee), Jocelyn Rhodes (agente Kay Shaw), Arthur Rigby (sergente Flint), Laurel Solash (Mrs. Regan), Jack Warner (agente George Dixon), David Webster (agente Jamie MacPherson), Julia West (Beattie Lee)

## The Case of the Silent Thief
- Prima televisiva: 4 novembre 1961

### Trama
- Interpreti: Geoffrey Adams (agente Lauderdale), Peter Byrne (detective Sgt. Andy Crawford), Robert Cawdron (detective Insp. Cherry), Georgina Cookson (Iris Lenton), Leon Cortez (Oppy Harris), Kenneth Cowan (Court), George Curtis (agente Watson), Paul Dane (Micky Lenton), Fabia Drake (Mrs. Marlow), Michael Earl (agente Ryde), Betty England (Mrs. Stone), Alex Farrell (agente Marble), James Gill (Mr. Wilmot), Jeanette Hutchinson (Mary Crawford), Max Latimer (agente Bush), Ruth Lodge (sergente 'Scotty' Scott), Michael Lomax (agente Burton), Michael Nightingale (detective Con. Jack Cotton), Jocelyn Rhodes (agente Kay Shaw), Arthur Rigby (sergente Flint), Jack Warner (agente George Dixon), David Webster (agente Jamie MacPherson)

## A Question of Temperament
- Prima televisiva: 11 novembre 1961

### Trama
- Interpreti: Geoffrey Adams (agente Lauderdale), Coral Atkins (Lily Taylor), John Boxer (ispettore Mitchell), Peter Byrne (detective Sgt. Andy Crawford), Rio Fanning (Charlie Bull), Anthea Holloway (Julie Tree), Jeanette Hutchinson (Mary Crawford), Max Latimer (agente Bush), Terence Living (Tony Wilton), Ruth Lodge (sergente 'Scotty' Scott), Michael Nightingale (detective Con. Jack Cotton), Robert Perceval (Mr. Hyde), Pamela Pitchford (Sheila), Robert Raglan (sovrintendente), Keith Rawlings (John Tree), Jocelyn Rhodes (agente Kay Shaw), Arthur Rigby (sergente Flint), Sheila Robins (Ruth Davis), Julie Samuel (Margot Williams), Jill Thompson (Sandra Irving), Jack Warner (agente George Dixon), David Webster (agente Jamie MacPherson), Jane Whiting (Mona Leslie), Terence Woodfield (Nick Gilbert), Tony Wright (agente 'Bluey' Armstrong), Martin Wyldeck (Dave Whitney), Nicholas Donnelly (agente Wills), Michael Lomax (agente Burton)

## A Tip for the CID
- Prima televisiva: 18 novembre 1961

### Trama
- Interpreti: Geoffrey Adams (agente Lauderdale), Ann Bassett (Minnie Dean), Donald Bisset (Councillor Medwin), Peter Byrne (detective Sgt. Andy Crawford), Dorothy Casey (Nancy Murphy), Robert Cawdron (detective Insp. Cherry), John Cazabon (Mr. Hamble), Arnold Diamond (Sammy Cope), Peter Dolphin (Harry Cope), Tommy Duggan (Paddy Finn), Dorothy Frere (Janice Medwin), Humphrey Heathcote (sergente Wharton), Patrick Holt (maggiore Kelly), Jeanette Hutchinson (Mary Crawford), Max Latimer (agente Bush), Emrys Leyshon (Squadron Leader Dawson), Ruth Lodge (sergente 'Scotty' Scott), Jeremy Longhurst (capitano Barclay), Michael Nightingale (detective Con. Jack Cotton), Daphne Odin-Pearse (Mrs. Grayson), Jocelyn Rhodes (agente Kay Shaw), Arthur Rigby (sergente Flint), Elizabeth Saunders (caporale Wells), Jack Warner (agente George Dixon), David Webster (agente Jamie MacPherson)

## A Couple of Kids
- Prima televisiva: 25 novembre 1961

### Trama
- Interpreti: Geoffrey Adams (agente Lauderdale), Freda Bamford (Joyce Martin), Ann Bassett (Minnie Dean), Peter Byrne (detective Sgt. Andy Crawford), Jeanette Hutchinson (Mary Crawford), Ruth Lodge (sergente 'Scotty' Scott), Arthur Lovegrove (Chippy Martin), Janet Moss (Lena Martin), Robin Palmer (Glyn Martin), Mavis Ranson (Maisie Gates), Jocelyn Rhodes (agente Kay Shaw), Arthur Rigby (sergente Flint), Rachel Thomas (Mrs. Long), Jack Warner (agente George Dixon), David Webster (agente Jamie MacPherson), Robert Yearwood (Alexander Ray)

## The Husband
- Prima televisiva: 2 dicembre 1961

### Trama
- Interpreti: Geoffrey Adams (agente Lauderdale), Hilda Barry (Mrs. Dawkins), Peter Byrne (detective Sgt. Andy Crawford), John Caesar (Tim, Club Barman), Robert Cawdron (detective Insp. Cherry), Nicholas Donnelly (agente Wills), Heather Emmanuel (infermiera), Geoffrey Hibbert (Leonard Holly), Betty Huntley-Wright (Mrs. Holly), Jeanette Hutchinson (Mary Crawford), Ruth Lodge (sergente 'Scotty' Scott), Lane Meddick (Jimmy Drew), Michael Nightingale (detective Con. Jack Cotton), Frank Peters (agente Nash), Jocelyn Rhodes (agente Kay Shaw), Arthur Rigby (sergente Flint), John Stirling (Norman Holly), Jack Warner (agente George Dixon), David Webster (agente Jamie MacPherson)

## New Man in the Manor
- Prima televisiva: 9 dicembre 1961

### Trama
- Interpreti: Geoffrey Adams (agente Lauderdale), Ann Bassett (Minnie Dean), James Beck (Geoff Bastin), Peter Byrne (detective Sgt. Andy Crawford), George Curtis (agente Watson), Michael Greenwood (dottor Morgan), Jeanette Hutchinson (Mary Crawford), Peter Jesson (Peter Garrick), Max Latimer (agente Bush), Charles Lloyd Pack (Mr. Guard), Ruth Lodge (sergente 'Scotty' Scott), Michael Lomax (agente Burton), Dandy Nichols (Mrs. Guard), Michael Nightingale (detective Con. Jack Cotton), Frank Peters (agente Nash), Jocelyn Rhodes (agente Kay Shaw), Arthur Rigby (sergente Flint), Robert Russell (agente Joe Tufnell), Kathleen Saintsbury (Miss Lewis), Will Stampe (Bert Ramsey), Gordon Waine (Nick Woodward), Jack Warner (agente George Dixon), David Webster (agente Jamie MacPherson)

## The Lifters and the Leaners
- Prima televisiva: 16 dicembre 1961

### Trama
- Interpreti: Ibrahim Abdul (Peter), Geoffrey Adams (agente Lauderdale), John Breslin (Sid Venner), Peter Byrne (detective Sgt. Andy Crawford), Robert Cawdron (detective Insp. Cherry), Hilda Fenemore (Jennie Wren), David Gregory (Dave Venner), Rachel Gurney (Connie James), Jeanette Hutchinson (Mary Crawford), Ruth Lodge (sergente 'Scotty' Scott), Geoffrey Lyttel (Glyn Williams), Pamela Manson (Irma Stevens), Michael Nightingale (detective Con. Jack Cotton), Jocelyn Rhodes (agente Kay Shaw), Arthur Rigby (sergente Flint), John Ruddock (Bert Venner), Elsie Wagstaff (Mrs. Venner), Sandra Walden (Ruby), Jack Warner (agente George Dixon), David Webster (agente Jamie MacPherson)

## A Date to Remember
- Prima televisiva: 23 dicembre 1961

### Trama
- Interpreti: Geoffrey Adams (agente Lauderdale), Richard Burrell (dottore), Peter Byrne (detective Sgt. Andy Crawford), Robert Cartland (Davis), Leon Cortez (Oppy Harris), Amy Dalby (Mrs. Ambrose), John DeVaut (Drunk), Richard Gale (Mike Abbott), Arthur Goullet (Ben Gower), John Gower (Obstetrician), Laura Graham (WPC), Jeanette Hutchinson (Mary Crawford), Martin King (Eric Wilson), Max Latimer (agente Bush), John Lewis (Mr. Rayner), Ruth Lodge (sergente 'Scotty' Scott), Moira Mannion (ispettore Grace Millard), Isabelle Mileno (infermiera), Priscilla Morgan (Maisie Abbott), Michael Nightingale (detective Con. Jack Cotton), Jocelyn Rhodes (agente Kay Shaw), Arthur Rigby (sergente Flint), Cara Stevens (Night Sister), Sidney Vivian (Johnny Rogers), Jack Warner (agente George Dixon), David Webster (agente Jamie MacPherson)

## Duffy Draws a Bonus
- Prima televisiva: 30 dicembre 1961

### Trama
- Interpreti: Geoffrey Adams (agente Lauderdale), Harold Berens (Mr. Morton), George Betton (Will Bingham), Arthur Brown (Hugh Cashmere), Peter Byrne (detective Sgt. Andy Crawford), Dorothy Casey (Nancy Murphy), Ann Castle (Ada Flowers), Robert Cawdron (detective Insp. Cherry), Leon Cortez (Oppy Harris), Michael Earl (agente Ryde), Violet Gould (Boxie), Kathleen Heath (Ella Dunn), Jeanette Hutchinson (Mary Crawford), Hugh Janes (Bert Flowers), Max Latimer (agente Bush), Ruth Lodge (sergente 'Scotty' Scott), Michael Nightingale (detective Con. Jack Cotton), Reg Pritchard (Gwilym Jones), Jocelyn Rhodes (agente Kay Shaw), Arthur Rigby (sergente Flint), Ivan Samson (Magistrate), Harold Scott (Duffy Clayton), David Sheard (Musician), Jack Warner (agente George Dixon), David Webster (agente Jamie MacPherson)

## Counsel for the Defence
- Prima televisiva: 6 gennaio 1962

### Trama
- Interpreti: Geoffrey Adams (agente Lauderdale), Helen Bird (Betty), John Boxer (Prosecuting Counsel), Michael Brennan (Mr. Smethers), Peter Byrne (detective Sgt. Andy Crawford), Patrick Cargill (Mr. Straker), June Ellis (Mrs. French), Hilda Fenemore (Jennie Wren), Geoffrey Frederick (Ron Smethers), Jeanette Hutchinson (Mary Crawford), Ruth Lodge (sergente 'Scotty' Scott), Jill Mai Meredith (Millie French), Paul Michael (Christopher), Michael Nightingale (detective Con. Jack Cotton), Jocelyn Rhodes (agente Kay Shaw), Arthur Rigby (sergente Flint), Ivan Samson (Magistrate), Jack Warner (agente George Dixon), David Webster (agente Jamie MacPherson)

## The Battle of Bellamy Court
- Prima televisiva: 13 gennaio 1962

### Trama
- Interpreti: Geoffrey Adams (agente Lauderdale), Anthony Bate (Fred Bagshaw), Gisela Birke (Uta Schneider), Beckett Bould (Billy Bagshaw), Edwin Brown (John Dyke), Richard Burnett (Mr. Oliphant), Peter Byrne (detective Sgt. Andy Crawford), John Caesar (Barman), Leon Cortez (Oppy Harris), Jeanette Hutchinson (Mary Crawford), Douglas Ives (Mr. Mason), Clifton Jones (Nikuma Okonoye), Max Latimer (agente Bush), Ruth Lodge (sergente 'Scotty' Scott), William Marlowe (Pete Ennis), Michael Nightingale (detective Con. Jack Cotton), Peggy Paige (Maggie Bagshaw), Keith Rawlings (Mr. Roper), Jocelyn Rhodes (agente Kay Shaw), Aubrey Richards (Taffy Thomas), Arthur Rigby (sergente Flint), Brian Thomas (Pip Martin), Jack Warner (agente George Dixon), David Webster (agente Jamie MacPherson), Veronica Wells (Thelma Bagshaw), Nicholas Donnelly (agente Wills)

## A Path Through the Jungle
- Prima televisiva: 20 gennaio 1962

### Trama
- Interpreti: Geoffrey Adams (agente Lauderdale), Margo Andrew (Midge Corcoran), Reginald Barratt (Bert Tracey), Christopher Beeny (Jonty), Richard Briers (Ken Tracey), Peter Byrne (detective Sgt. Andy Crawford), Leon Cortez (Oppy Harris), Nicholas Evans (Mervyn Pugh), Gwenda Ewen (Bebe), Scott Finch (Tony Cosgrove), Philip Howard (Reggie), Jeanette Hutchinson (Mary Crawford), Ruth Lodge (sergente 'Scotty' Scott), Colin Maitland (Paul Borman), Michael Nightingale (detective Con. Jack Cotton), Jocelyn Rhodes (agente Kay Shaw), Arthur Rigby (sergente Flint), Richard Vernon (Mr. Fellowes), Jack Warner (agente George Dixon), David Webster (agente Jamie MacPherson), Ann Wilton (Mrs. Tracey), Bridget Wood (Sheila Wayne)

## An Escort for Harry
- Prima televisiva: 27 gennaio 1962

### Trama
- Interpreti: Geoffrey Adams (agente Lauderdale), Rodney Bewes (agente Screen), Peter Byrne (detective Sgt. Andy Crawford), Robert Cawdron (detective Insp. Cherry), Diana Daneman (Mavis Taylor), John Dearth (detective Sgt. Garner), Hilda Fenemore (Jennie Wren), Jeanette Hutchinson (Mary Crawford), David Kernan (Harry Shuttleworth), Anthea Lloyd (Mrs. Reading), Ruth Lodge (sergente 'Scotty' Scott), Michael Nightingale (detective Con. Jack Cotton), Jocelyn Rhodes (agente Kay Shaw), Arthur Rigby (sergente Flint), Tony Veale (sergente Grace), Jack Warner (agente George Dixon), David Webster (agente Jamie MacPherson), Pauline Yates (Adrienne Timothy)

## The Flemish Giant
- Prima televisiva: 3 febbraio 1962

### Trama
- Interpreti: Geoffrey Adams (agente Lauderdale), Peter Byrne (detective Sgt. Andy Crawford), Robert Cawdron (detective Insp. Cherry), Michael Craze (Jimmy), John DeVaut (Postman), Larry Dunn (Bernie Leach), Hilda Fenemore (Jennie Wren), Marjorie Forsyth (Mrs. Linsky), Anne Godfrey (Carol Corby), Jeanette Hutchinson (Mary Crawford), Sydney Keith (Mr. Linsky), David Kelsey (Alan Corby), Ruth Lodge (sergente 'Scotty' Scott), Stanley Meadows (Danny Dillon), Michael Nightingale (detective Con. Jack Cotton), Jocelyn Rhodes (agente Kay Shaw), Arthur Rigby (sergente Flint), Jack Warner (agente George Dixon), David Webster (agente Jamie MacPherson)

## A Special Kind of Jones
- Prima televisiva: 10 febbraio 1962

### Trama
- Interpreti: Geoffrey Adams (agente Lauderdale), Amelia Bayntun (Mrs. Taylor), Peter Byrne (detective Sgt. Andy Crawford), Fanny Carby (Mrs. Crombie), Annette Carell (Ada Jones), Carla Challoner (Ruth, as a Child), Desmond Davies (George Dixon, as a Young Man), Jeanette Hutchinson (Mary Crawford), Max Latimer (agente Bush), Cavan Malone (Arthur Flint, as a Young Man), Jean Marlow (Kate Lindsay), Margaret McCourt (Audrey Dixon), Billy Milton (Alf Garley), Suzanne Neve (Robyn Foulds), Michael Nightingale (detective Con. Jack Cotton), Derek Partridge (agente Spriggs), Arthur Rigby (sergente Flint), David Saire (Boysie), Kevin Stoney (Dick Thurtle), Ruth Trouncer (Ruth Thurtle), Gordon Waine (Joe Garley), Jack Warner (agente George Dixon), David Webster (agente Jamie MacPherson), Peter Wyatt (dottor Jennings)

## The Cruel Streak
- Prima televisiva: 17 febbraio 1962

### Trama
- Interpreti: Geoffrey Adams (agente Lauderdale), Michael Balfour (Nicky Medwin), Amelia Bayntun (Mrs. Taylor), Stella Bonheur (Holly Foulds), Peter Byrne (detective Sgt. Andy Crawford), Fanny Carby (Mrs. Crombie), Robert Cawdron (detective Insp. Cherry), Jeanette Hutchinson (Mary Crawford), Charles Lamb (Mr. Dunn), Max Latimer (agente Bush), Ruth Lodge (sergente 'Scotty' Scott), Billy Milton (Alf Garley), Priscilla Morgan (agente Irene Barnes), Suzanne Neve (Robyn Foulds), Michael Nightingale (detective Con. Jack Cotton), Jocelyn Rhodes (agente Kay Shaw), Arthur Rigby (sergente Flint), David Saire (Boysie), Frank Sieman (Charley), Will Stampe (Shorty), Kevin Stoney (Dick Thurtle), Ruth Trouncer (Ruth Thurtle), Gordon Waine (Joe Garley), Jack Warner (agente George Dixon), David Webster (agente Jamie MacPherson), Pamela Woolaston (Shirley Mortimer)

## The Outlaws
- Prima televisiva: 24 febbraio 1962

### Trama
- Interpreti: Geoffrey Adams (agente Lauderdale), Ronald Alexander (Alan), Peter Byrne (detective Sgt. Andy Crawford), Jennifer Creighton (Beryl), Peter Furnell (Robbie Roberts), Roy Heymann (Bill Higgs), Jeanette Hutchinson (Mary Crawford), Jaqueline Lawrence (Shirley), Ruth Lodge (sergente 'Scotty' Scott), Bill Lyons (Mike), Leonard Maguire (Mr. Viner), Michael Nightingale (detective Con. Jack Cotton), Jocelyn Rhodes (agente Kay Shaw), Wendy Richard (Jean Davis), Arthur Rigby (sergente Flint), Dudley Singleton (Mulligan), Jeremy Ward (Brian), Jack Warner (agente George Dixon), David Webster (agente Jamie MacPherson)

## Bells in My Ears
- Prima televisiva: 3 marzo 1962

### Trama
- Interpreti: Geoffrey Adams (agente Lauderdale), Graham Ashley (detective Sgt. Tommy Hughes), George Betton (Monty Mellon), Peter Byrne (detective Sgt. Andy Crawford), John Caesar (Tim, Club Barman), Ronnie Carroll (Singer), Dorothy Casey (Nancy Murphy), Robert Cawdron (detective Insp. Cherry), Leon Cortez (Oppy Harris), Michael Da Costa (Skinner), Hilda Fenemore (Jennie Wren), Jeanette Hutchinson (Mary Crawford), Max Latimer (agente Bush), Susan Lawrance (Peggy), Ruth Lodge (sergente 'Scotty' Scott), Michael Nightingale (detective Con. Jack Cotton), Simon Prebble (Scully), Jocelyn Rhodes (agente Kay Shaw), Marjorie Rhodes (Kate Flint), Arthur Rigby (sergente Flint), Jack Warner (agente George Dixon), David Webster (agente Jamie MacPherson), Joan Young (Florrie Mellon)